# Radio Universidad de Navarra
Radio Universidad de Navarra est la station de radio de la faculté de communication de l'université de Navarre. Elle émet sur une fréquence de 98,3MHz en modulation de fréquence pour Pampelune et ses environs. Elle est créée le 29 septembre 1999. Elle diffuse des informations locales et des programmes culturels, et ce 24 heures sur 24. Elle fonctionne grâce aux étudiants.